# Tium naturitense
Tium naturitense là một loài thực vật có hoa trong họ Đậu. Loài này được (Payson) Rydb. miêu tả khoa học đầu tiên năm 1917.